# Montoillot
Montoillot és un municipi francès, situat al departament de la Costa d'Or i a la regió de Borgonya - Franc Comtat. L'any 2007 tenia 70 habitants.

## Demografia

### Població
El 2007 la població de fet de Montoillot era de 70 persones. Hi havia 28 famílies, de les quals 8 eren unipersonals (8 homes vivint sols), 12 parelles sense fills i 8 parelles amb fills.
La població ha evolucionat segons el següent gràfic:
Habitants censats

### Habitatges
El 2007 hi havia 51 habitatges, 32 eren l'habitatge principal de la família, 14 eren segones residències i 5 estaven desocupats. 49 eren cases i 1 era un apartament. Dels 32 habitatges principals, 26 estaven ocupats pels seus propietaris i 6 estaven llogats i ocupats pels llogaters; 1 tenia una cambra, 1 en tenia dues, 2 en tenien tres, 11 en tenien quatre i 17 en tenien cinc o més. 27 habitatges disposaven pel capbaix d'una plaça de pàrquing. A 12 habitatges hi havia un automòbil i a 18 n'hi havia dos o més.

### Piràmide de població
La piràmide de població per edats i sexe el 2009 era:
| Homes | Edats   | Dones |
| ----- | ------- | ----- |
| 0     | 95 o +  | 0     |
| 0     | 90 a 94 | 0     |
| 0     | 85 a 89 | 0     |
| 4     | 80 a 84 | 0     |
| 0     | 75 a 79 | 4     |
| 4     | 70 a 74 | 0     |
| 4     | 65 a 69 | 0     |
| 0     | 60 a 64 | 0     |
| 8     | 55 a 59 | 0     |
| 0     | 50 a 54 | 4     |
| 4     | 45 a 49 | 4     |
| 4     | 40 a 44 | 0     |
| 0     | 35 a 39 | 8     |
| 0     | 30 a 34 | 0     |
| 0     | 25 a 29 | 0     |
| 4     | 20 a 24 | 0     |
| 4     | 15 a 19 | 0     |
| 0     | 10 a 14 | 8     |
| 4     | 5 a 9   | 4     |
| 0     | 0 a 4   | 4     |

## Economia
El 2007 la població en edat de treballar era de 51 persones, 35 eren actives i 16 eren inactives. De les 35 persones actives 30 estaven ocupades (14 homes i 16 dones) i 5 estaven aturades (3 homes i 2 dones). De les 16 persones inactives 9 estaven jubilades, 6 estaven estudiant i 1 estava classificada com a «altres inactius».
Activitats econòmiques
Dels 2 establiments que hi havia el 2007, 1 era d'una empresa de construcció i 1 d'una empresa classificada com a «altres activitats de serveis».
L'únic servei als particulars que hi havia el 2009 era un electricista.
L'any 2000 a Montoillot hi havia 5 explotacions agrícoles.

## Poblacions més properes
El següent diagrama mostra les poblacions més properes.